# Boudouard-Gleichgewicht
| Temperatur in °C                   | CO2 in % | CO in % |
| 450                                | 98       | 2       |
| 600                                | 77       | 23      |
| 700                                | 42       | 58      |
| 800                                | 6        | 94      |
| 900                                | 3        | 97      |
| 1000                               | 1        | 99      |
| Boudouard-Gleichgewicht bei 105 Pa |          |         |

Das Boudouard-Gleichgewicht bei 1 bar berechnet mit 2 verschiedenen Methoden.

Das Boudouard-Gleichgewicht ist das nach Octave Leopold Boudouard (1872–1923) benannte Gleichgewicht zwischen  Kohlenstoffdioxid (CO2) und Kohlenstoffmonoxid (CO), das sich bei der Umsetzung mit glühendem Kohlenstoff einstellt. 
{\displaystyle \mathrm {CO_{2}+C\ \rightleftharpoons \ 2\ CO\ ;} \quad \Delta H=+172,5\mathrm {\ {\frac {kJ}{mol}}} }
Die Bildungsenthalpie {\displaystyle \Delta H_{f}^{0}} von Kohlendioxid ist −393,5 kJ/mol. Bei der Reduktion mit Kohlenstoff bilden sich zwei Mol Kohlenmonoxid ({\displaystyle \Delta H_{f}^{0}}= −110,5 kJ/mol), der Prozess in der Gasphase ist stark endotherm (ber. +172,5 kJ/mol).
Hohe Temperaturen verschieben das Gleichgewicht aufgrund der endothermen Reaktion auf die Produktseite (CO), eine Erhöhung des Drucks verschiebt es auf die Seite der Edukte, da die Anzahl der gasförmigen Moleküle dadurch abnimmt. (Siehe dazu Prinzip vom kleinsten Zwang). Bei Raumtemperatur wird die Umwandlungsgeschwindigkeit unmessbar klein: Kohlenmonoxid ist metastabil.
Die Reaktion wird bei der Erzeugung von Generatorgas angewandt und stellt einen wichtigen Teilprozess bei der Verhüttung von Eisenerz im Hochofen dar.